# Quemuenchatocha
Quemuenchatocha, également appelé Eucaneme, né à Hunza en 1472 et mort en 1538 à Ramiriquí est l'avant-dernier Zaque de Hunza. 
Régnant à partir de 1490, il est le souverain du nord au sein de la confédération muisca lorsque les conquistadores espagnols arrivent. Ses contemporains ennemis Zipas de la partie méridionale sont successivement Nemequene (es) et Tisquesusa (es).

## Biographie
Il a dix-huit ans lorsqu'il accède au trône. Il succède alors à Michuá (es) à la tête du Zaquanat. Son règne est cruel. Lorsque les conquérants espagnols approchent de la capitale Hunza, ils trouvent une colline avec des poteaux où des corps pendent et lui donnent le nom de Cerro de la Horca. 
Son prédécesseur Michuá et le Zipa Saguamanchica (es) sont morts à la bataille de Chocontá en 1490. Quemuenchatocha succède au trône du Zaquanat basé à Hunza alors que Nemequene accède à celui du Zipanat, gouverné depuis Bacatá. Pour arrêter la politique d'expansion vers le nord de leurs ennemis du sud, Quemuenchatocha demande l'aide des caciques de Gámeza, Sugamuxi, Tundama et Sáchica. En 1514 Nemequene remporte la bataille de Las Vueltas mais y est mortellement blessé. Les troupes de Bacatá se retirent et installent comme nouveau souverain Tisquesusa. C’est alors que l'iraca (es) Sugamuxi (es) négocie une trêve entre les factions qui est sur le point de terminer lors de l'arrivée des Espagnols en 1537. 
Lors de l'avancée des Espagnols, au lieu de les combattre, il essaie de leur faire plaisir avec des cadeaux tout en cachant les riches trésors du Zaquanat, célèbres pour le commerce d'émeraudes et de vastes quantités d'or. Il interdit à son peuple de montrer aux futurs conquérants espagnols le chemin de sa forteresse et impose des sanctions sévères pour cela.
La stratégie ne fonctionne pas. Le 20 août 1537, les conquérants espagnols, conduits par Gonzalo Jiménez de Quesada, trouvent Quemuenchatocha assis sur son trône orné d'or, d'émeraudes et d'étoffes précieuses. Il est fait prisonnier et déporté à Suesca. Il parvient à s'enfuir au village de Ramiriquí où il meurt peu de temps après. Suivant les règles d'héritage Muisca, son neveu Quiminza (es) lui succède.